# Sofus Berger
Sofus Berger Brix (2 giugno 2003) è un calciatore danese, centrocampista del Silkeborg.

## Carriera

### Club
Cresciuto nel settore giovanile del Viborg, esordisce in prima squadra l'11 agosto 2019, disputando l'incontro di 1. Division pareggiato per 0-0 contro l'HB Køge.

### Nazionale
Ha giocato nelle nazionali giovanili danesi Under-18 ed Under-19.

## Statistiche

### Presenze e reti nei club
Statistiche aggiornate al 28 agosto 2022.
| Stagione        | Squadra         | Campionato      | Campionato | Campionato | Coppe nazionali | Coppe nazionali | Coppe nazionali | Coppe continentali | Coppe continentali | Coppe continentali | Altre coppe | Altre coppe | Altre coppe | Totale | Totale |
| Stagione        | Squadra         | Comp            | Pres       | Reti       | Comp            | Pres            | Reti            | Comp               | Pres               | Reti               | Comp        | Pres        | Reti        | Pres   | Reti   |
| --------------- | --------------- | --------------- | ---------- | ---------- | --------------- | --------------- | --------------- | ------------------ | ------------------ | ------------------ | ----------- | ----------- | ----------- | ------ | ------ |
| 2019-2020       | Viborg          | 1D              | 15         | 1          | CD              | 3               | 0               |                    | -                  | -                  |             | -           | -           | 18     | 1      |
| 2020-2021       | Viborg          | 1D              | 16+9       | 1+0        | CD              | 1               | 0               |                    | -                  | -                  |             | -           | -           | 26     | 1      |
| 2021-2022       | Viborg          | SL              | 17+5       | 0          | CD              | 0               | 0               |                    | -                  | -                  |             | -           | -           | 22     | 0      |
| 2022-2023       | Viborg          | SL              | 3          | 0          | CD              | 0               | 0               | UECL               | 5                  | 1                  |             | -           | -           | 8      | 1      |
| Totale carriera | Totale carriera | Totale carriera | 65         | 2          |                 | 4               | 0               |                    | 5                  | 1                  |             | -           | -           | 74     | 3      |

## Palmarès

### Club

#### Competizioni nazionali
- 1. Division: 1

Viborg: 2020-2021